# Show Me Heaven
Show Me Heaven is een ballad geschreven en gezongen door de Amerikaanse zangeres Maria McKee. Show Me Heaven is de succesvolste hit van de zangeres, zowel in het Verenigd Koninkrijk als in Nederland behaalde het de nummer-1 positie. Het nummer haalde de Billboard Hot 100 in de Verenigde Staten niet. Het werd gebruikt voor de soundtrack van de film Days of Thunder. Vandaar dat het ook op dat album verscheen. Toen McKee het nummer voor het eerst onder ogen kreeg, weigerde ze het te zingen, behalve als zij zelf de tekst mocht veranderen. Dit deed ze, en het nummer werd alsnog uitgebracht.
Andere artiesten hebben dit nummer ook opgenomen. Onder hen Robin Zander (zanger van de rockband Cheap Trick), Tina Arena, Jessica Andrews en Laura Branigan. Deze laatste voor haar album met muzikale hoogtepunten uit 1995.
Ook al was het haar enige nummer 1-hit als zangeres, het nummer A Good Heart, door haar geschreven, behaalde in 1985 de nummer-1 positie in de uitvoering van Feargal Sharkey.
In 2009 werd het nummer Show Me Heaven uitgebracht door Place de Meir in een danceversie.

## Hitnoteringen

### Nederlandse Top 40
| Hitnotering: 13-10-1990 t/m 05-01-1991 | Hitnotering: 13-10-1990 t/m 05-01-1991 | Hitnotering: 13-10-1990 t/m 05-01-1991 | Hitnotering: 13-10-1990 t/m 05-01-1991 | Hitnotering: 13-10-1990 t/m 05-01-1991 | Hitnotering: 13-10-1990 t/m 05-01-1991 | Hitnotering: 13-10-1990 t/m 05-01-1991 | Hitnotering: 13-10-1990 t/m 05-01-1991 | Hitnotering: 13-10-1990 t/m 05-01-1991 | Hitnotering: 13-10-1990 t/m 05-01-1991 | Hitnotering: 13-10-1990 t/m 05-01-1991 | Hitnotering: 13-10-1990 t/m 05-01-1991 | Hitnotering: 13-10-1990 t/m 05-01-1991 | Hitnotering: 13-10-1990 t/m 05-01-1991 |
| Week                                   | 1                                      | 2                                      | 3                                      | 4                                      | 5                                      | 6                                      | 7                                      | 8                                      | 9                                      | 10                                     | 11                                     | 12                                     |                                        |
| -------------------------------------- | -------------------------------------- | -------------------------------------- | -------------------------------------- | -------------------------------------- | -------------------------------------- | -------------------------------------- | -------------------------------------- | -------------------------------------- | -------------------------------------- | -------------------------------------- | -------------------------------------- | -------------------------------------- | -------------------------------------- |
| Nummer                                 | 29                                     | 15                                     | 9                                      | 4                                      | 2                                      | 1                                      | 1                                      | 2                                      | 5                                      | 9                                      | 16                                     | 27                                     | uit                                    |

### Nationale Top 100
| Hitnotering: 06-10-1990 t/m 26-01-1991 | Hitnotering: 06-10-1990 t/m 26-01-1991 | Hitnotering: 06-10-1990 t/m 26-01-1991 | Hitnotering: 06-10-1990 t/m 26-01-1991 | Hitnotering: 06-10-1990 t/m 26-01-1991 | Hitnotering: 06-10-1990 t/m 26-01-1991 | Hitnotering: 06-10-1990 t/m 26-01-1991 | Hitnotering: 06-10-1990 t/m 26-01-1991 | Hitnotering: 06-10-1990 t/m 26-01-1991 | Hitnotering: 06-10-1990 t/m 26-01-1991 | Hitnotering: 06-10-1990 t/m 26-01-1991 | Hitnotering: 06-10-1990 t/m 26-01-1991 | Hitnotering: 06-10-1990 t/m 26-01-1991 | Hitnotering: 06-10-1990 t/m 26-01-1991 | Hitnotering: 06-10-1990 t/m 26-01-1991 | Hitnotering: 06-10-1990 t/m 26-01-1991 | Hitnotering: 06-10-1990 t/m 26-01-1991 | Hitnotering: 06-10-1990 t/m 26-01-1991 |
| Week                                   | 1                                      | 2                                      | 3                                      | 4                                      | 5                                      | 6                                      | 7                                      | 8                                      | 9                                      | 10                                     | 11                                     | 12                                     | 13                                     | 14                                     | 15                                     | 16                                     |                                        |
| -------------------------------------- | -------------------------------------- | -------------------------------------- | -------------------------------------- | -------------------------------------- | -------------------------------------- | -------------------------------------- | -------------------------------------- | -------------------------------------- | -------------------------------------- | -------------------------------------- | -------------------------------------- | -------------------------------------- | -------------------------------------- | -------------------------------------- | -------------------------------------- | -------------------------------------- | -------------------------------------- |
| Nummer                                 | 92                                     | 54                                     | 27                                     | 15                                     | 8                                      | 6                                      | 4                                      | 1                                      | 2                                      | 2                                      | 6                                      | 11                                     | 21                                     | 34                                     | 54                                     | 86                                     | uit                                    |

### VlaamseRadio 2 Top 30
| Hitnotering: 27-10-1990 t/m 02-02-1991 | Hitnotering: 27-10-1990 t/m 02-02-1991 | Hitnotering: 27-10-1990 t/m 02-02-1991 | Hitnotering: 27-10-1990 t/m 02-02-1991 | Hitnotering: 27-10-1990 t/m 02-02-1991 | Hitnotering: 27-10-1990 t/m 02-02-1991 | Hitnotering: 27-10-1990 t/m 02-02-1991 | Hitnotering: 27-10-1990 t/m 02-02-1991 | Hitnotering: 27-10-1990 t/m 02-02-1991 | Hitnotering: 27-10-1990 t/m 02-02-1991 | Hitnotering: 27-10-1990 t/m 02-02-1991 | Hitnotering: 27-10-1990 t/m 02-02-1991 | Hitnotering: 27-10-1990 t/m 02-02-1991 | Hitnotering: 27-10-1990 t/m 02-02-1991 | Hitnotering: 27-10-1990 t/m 02-02-1991 | Hitnotering: 27-10-1990 t/m 02-02-1991 | Hitnotering: 27-10-1990 t/m 02-02-1991 |
| Week                                   | 1                                      | 2                                      | 3                                      | 4                                      | 5                                      | 6                                      | 7                                      | 8                                      | 9                                      | 10                                     | 11                                     | 12                                     | 13                                     | 14                                     | 15                                     |                                        |
| -------------------------------------- | -------------------------------------- | -------------------------------------- | -------------------------------------- | -------------------------------------- | -------------------------------------- | -------------------------------------- | -------------------------------------- | -------------------------------------- | -------------------------------------- | -------------------------------------- | -------------------------------------- | -------------------------------------- | -------------------------------------- | -------------------------------------- | -------------------------------------- | -------------------------------------- |
| Nummer                                 | 22                                     | 9                                      | 11                                     | 2                                      | 2                                      | 1                                      | 1                                      | 1                                      | 1                                      | 5                                      | 8                                      | 10                                     | 9                                      | 24                                     | 30                                     | uit                                    |

### NPO Radio 2 Top 2000
| Nummer met noteringen in de NPO Radio 2 Top 2000 | '99  | '00-'01 | '02  |
| ------------------------------------------------ | ---- | ------- | ---- |
| Show Me Heaven (Maria McKee)                     | 1291 | -       | 1975 |

1. ↑  Een '-' betekent dat het nummer niet was genoteerd en een vetgedrukt getal geeft de hoogste notering aan.
2. ↑  Deze tabel is bijgewerkt tot en met de meest recente editie (2024).

## Vajèn van den Bosch
In de finale van het eerste seizoen van The Voice Kids op 23 maart 2012 zong Vajèn van den Bosch het nummer Show me heaven. Het nummer was verkrijgbaar als muziekdownload en kwam op 31 maart 2012 op nummer 26 binnen in de Nederlandse Single Top 100.

### Hitnoteringen

#### NederlandseSingle Top 100
| Hitnotering: 31-03-2012 | Hitnotering: 31-03-2012 | Hitnotering: 31-03-2012 |
| Week                    | 1                       |                         |
| ----------------------- | ----------------------- | ----------------------- |
| Nummer                  | 26                      | uit                     |